# Tris(8-hidroxiquinolinato) de aluminio
El Tris(8-hidroxiquinolinato) de aluminio es el compuesto químico  con la fórmula Al(C9H6NO)3.  Generalmente abreviado como Alq3,  es un complejo de coordinación  donde el aluminio está enlazado de forma bidentada a la base conjugada de tres ligantes de 8-hidroxiquinoleína.

## Estructura
El compuesto presenta ambos isómeros meridionales y faciales así como varios polimorfos (formas cristalinas diferentes).
|                             |                             |
| Modelo del isómero mer-Alq3 | Modelo del isómero fac-Alq3 |

## Síntesis
El compuesto se prepara mediante la reacción de 8-hydroxyquinoleína con fuentes de aluminio(III)
Al3+ + 3 C9H6NOH  →  Al(C9H6NO)3 +  3 H+

## Aplicaciones
Alq3 es un componente común de los diodos orgánicos de emisión de luz (OLEDs). Las variaciones en los sustituyentes presentes en los anillos de quinoleína afectan las propiedades de luminiscencia del compuesto.